# Apama II
Apama II, född cirka 292, död efter 249 f.Kr., var en drottning av Kyrene, gift med kung Magas av Kyrene (275-250 f.Kr.).
Hon var dotter till Antiochos I och Stratonike av Syrien. Hon gifte sig med sin brylling Magas omkring år 275, samma år han utropade sig till monark i Kyrene. Efter äktenskapet antog hon möjligen det mer grekiska namnet Arsinoe: hon är även känd under den namnet. Paret fick ett barn, dottern Berenike, som blev sin fars tronarvinge. Magas avtalade med Egypten om att Kyrene skulle återförenas med Egypten efter hans död genom ett giftermål mellan Kyrenes tronarvinge Berenike och Egyptens tronarvinge Ptolemaios. 
När Magas avled cirka 250, blev Apama regent och bröt avtalet med Egypten. I stället kallade hon på prins Demetrios den Sköne av Makedonien, som hon gifte bort med sin dotter och gjorde till kung av Kyrene genom äktenskap. Apama och Demetrios hade ett kärleksförhållande, och då Berenike upptäckte Demetrios med sin mor mördade hon honom genom att knivhugga honom till döds. Därefter fullföljde Berenike sin fars avtal genom att gifta sig med Ptolemaios II av Egypten. Apama följde med sin dotter till Egypten och bosatte sig där. Inget mer är känt om hennes liv. 
Barn
1. Berenike II